# 聖米迦勒教堂 (希爾德斯海姆)
聖米迦勒教堂（德語：Michaeliskirche）是位於德國城市希爾德斯海姆的一座早期羅馬式建築的教堂。1985年，聖米迦勒教堂和附近的希爾德斯海姆主教座堂一起被列入聯合國教科文組織的世界遺產。現在聖米迦勒教堂是一座路德宗的教堂。教堂修建於1010年至1020年期間。宗教改革之後，聖米迦勒教堂改為新教的教堂。教堂在二戰期間遭到空襲。1950年開始重建，1957年完工。教堂最著名之處是繪於1230年的天井畫。二戰期間由於天井畫被移往安全場所，因此得以躲過空襲幾乎完全得到保存。

## 外部連結
维基共享资源上的相關多媒體資源：聖米迦勒教堂
- 德国国家旅游局：希尔德斯海姆的大教堂和圣米歇尔大教堂 （页面存档备份，存于）

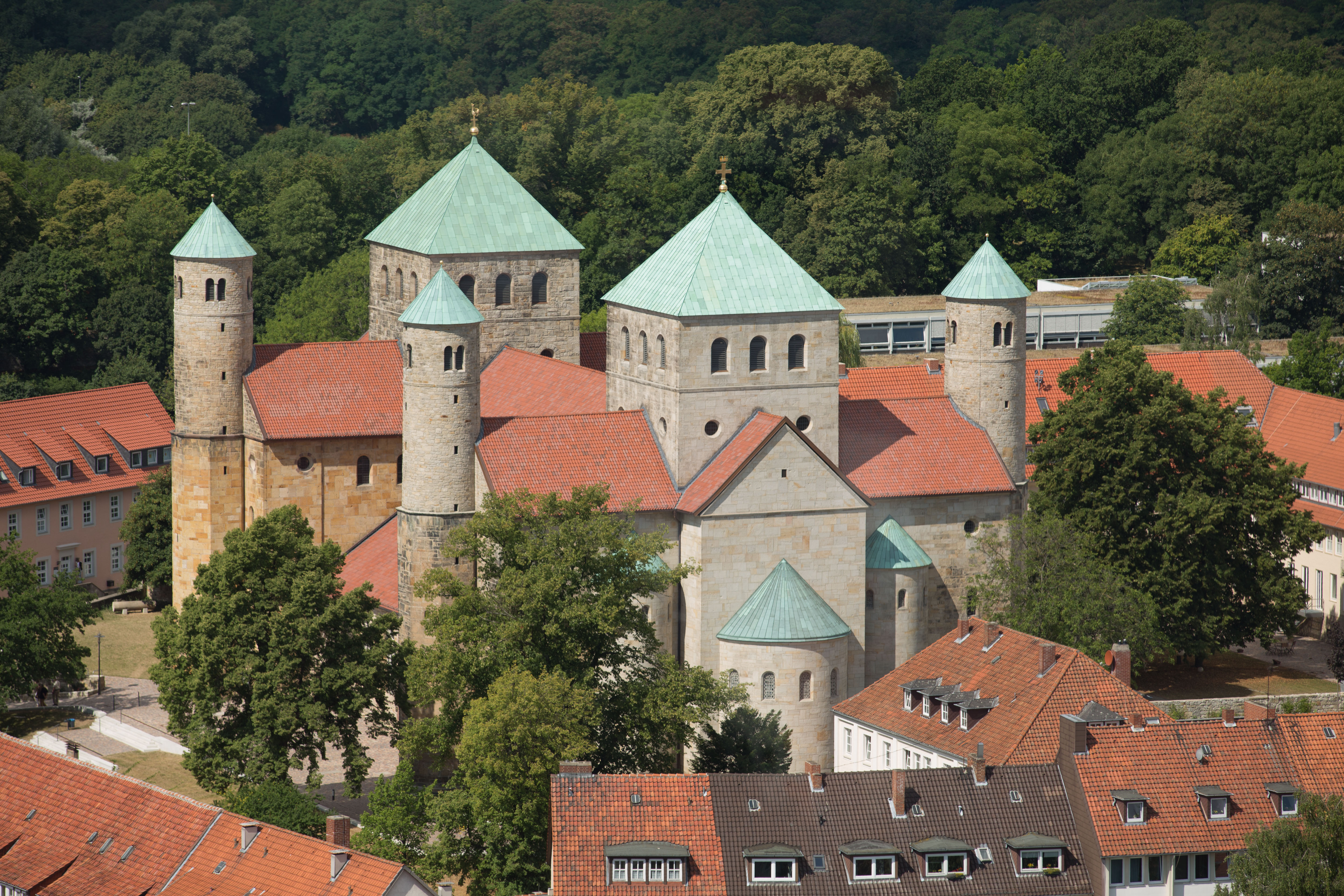
希尔德斯海姆圣米迦勒教堂

- Introduction to the Michaeliskirche (Hornemann Institut)
- German: Exhibition "Bernwards Schätze" (Bernward's Treasures)[] online Hannoverische Allgemeine photo gallery